# 12099 Meigooni
12099 Meigooni (1998 HQ124) là một tiểu hành tinh vành đai chính được phát hiện ngày 23 tháng 4 năm 1998 bởi nhóm nghiên cứu tiểu hành tinh gần Trái Đất phòng thí nghiệm Lincoln ở Socorro.